# Patera de Garbo
Garbo Patera
Pour les articles homonymes, voir Garbo.
La patera de Garbo (désignation internationale : Garbo Patera) est une patera située sur Vénus dans le quadrangle d'Hecate Chasma. Elle a été nommée en référence à Greta Garbo, actrice suédoise (1905–1990).